# Aeropuerto de Bahía Drake
El aeropuerto de Bahía Brake (IATA: DRK OACI: MRDK) es un aeropuerto que sirve Bahía Drake, Costa Rica. Está ubicado en las cercanías del Parque nacional Corcovado. 
El aeropuerto está ubicado enfrente de la bahía, el pueblo y el resort turístico de Bahía Drake y tiene una sola pista pavimentada. Hay un camino de acceso a Bahía Drake, pero la mayoría de los hoteles y lugares para quedarse son más fáciles de alcanzar por bote, sino, se necesita caminar un camino por la playa hasta su destino.

## Destinos
| Destinos       | Aeropuertos                              | Aerolíneas      |
| -------------- | ---------------------------------------- | --------------- |
| Puerto Jiménez | Aeropuerto de Puerto Jiménez             | Aerobell, SANSA |
| San José       | Aeropuerto Internacional Juan Santamaría | SANSA           |
| San José       | Aeropuerto Internacional Tobías Bolaños  | Aerobell        |

- Datos: Q1655137